# Oleg Pavlov
Oleg Pavlov (Ruso: Олег Олегович Павлов; Moscú, 16 de marzo de 1970 – Moscú, 7 de octubre de 2018) fue un reconocido escritor ruso, ganador del Premio Booker Ruso. Se dice que Pavlov es uno de los ejemplos más talentosos de lo que se ha denominado el "renacimiento de la literatura rusa." 

## Biografía
Pavlov pasó su servicio militar como guardia de una cárcel en Kazajistán. Mucho de los incidentes llevados a sus libros estuvieron inspirados en sus experiencias allí. Durante ese servicio, Pavlov sufrió una herida en la cabeza, fue hospitalizado en un hospital psiquiátrico. Esto le permitió ser liberado del ejército antes de finalizar el servicio militar obligatorio de dos años. Continuó sus estudios en el Instituto de Literatura Maxim Gorky en Moscú.
Cuando tenía tan solo 24 años, Pavlov lanzó su primera novela Captain of the Steppe, recibiendo las alabanzas de la crítica pero también del jurado del Premio Booker ruso, que preseleccionó la novela para el premio de 1995. Pavlov finalmente consiguió este premio en 2002 con su siguiwente libro, The Matiushin Case. The Matiushin Case fue la segunda novela de lo que se convertiría en la trilogía temática ambientada en los últimos días del imperio soviético: Tales from the Last Days. Las tres obras de la trilogía son novelas independientes.
Su tercer libro, Requiem for a Soldier, fue publicado en 2015.
Pavlov también fue autor de artículos sobre la literatura e historia rusa, así como numerosos ensayos. En su libro de 2003 "The Russian Man in the 20th Century", escribió sobre la vida rusa, no sólo basándose en su experiencia personal, sino también en numerosas cartas recibidas de la Fundación Aleksandr Solzhenitsyn a principios de los años 1990, que le fueron entregadas por el famoso escritor y disidente ruso y su esposa, Natalia.

## Muerte
Pavlov murió en Moscú de un ataque al corazón el 7 de octubre de 2018.